# Sorong
Sorong är en stad i Indonesien och är belägen på västra delen av ön Nya Guinea. Det är den största staden i provinsen Papua Barat och har cirka en kvarts miljon invånare.
Staden var under 1950-talet känd bland svenska kortvågslyssnare eftersom en melodislinga ur Hugo Alfvéns ”Midsommarvaka” ("Swedish rapsody") var paus-/signaturmelodi för Radio Sorong. Radiostationen ägdes av ett holländskt oljebolag, verksamheten upphörde 1960. 
Staden omges av regentskapet Kabupaten Sorong, men ingår inte i detta. 